# Karen Putzer
Karen Putzer (ur. 29 września 1978 w Bolzano) – włoska narciarka alpejska, brązowa medalistka olimpijska, dwukrotna medalistka mistrzostw świata.

## Kariera
Pierwszy raz na arenie międzynarodowej Karen Putzer pojawiła się 15 grudnia 1994 roku w Gressoney, zajmując ósme miejsce w zawodach Pucharu Europy w slalomie gigancie. W marcu 1995 roku wystartowała na mistrzostwach świata juniorów w Voss, gdzie jej najlepszym wynikiem było piąte miejsce w gigancie. Na rozgrywanych rok później mistrzostwach świata juniorów w Schwyz w tej samej konkurencji zdobyła złoty medal, wyprzedzając Austriaczkę Selinę Heregger i Katarinę Breznik ze Słowenii. Ponadto podczas mistrzostw świata juniorów w Schladming w 1997 roku zwyciężyła w gigancie, supergigancie i kombinacji.
W zawodach Pucharu Świata zadebiutowała 23 stycznia 1995 roku w Cortinie d’Ampezzo, gdzie nie zakwalifikowała się do drugiego przejazdu giganta. Pierwsze pucharowe punkty wywalczyła 9 marca 1996 roku w Hafjell, zajmując siedemnaste miejsce w tej samej konkurencji. Na podium zawodów tego cyklu po raz pierwszy stanęła 23 stycznia 1998 roku w Cortinie d’Ampezzo, gdzie była trzecia w supergigancie. W zawodach tych uległa jedynie Francuzce Mélanie Suchet oraz Niemce Reginie Häusl. W kolejnych latach wielokrotnie stawała na podium, odnosząc przy tym osiem zwycięstw: 19 grudnia 1999 roku w Sankt Moritz, 22 grudnia 2001 roku w tej samej miejscowości, 8 grudnia 2002 roku w Lake Louise i 13 marca 2003 roku w Lillehammer była najlepsza w supergigantach, a 12 grudnia 2002 roku w Val d’Isère, 28 grudnia 2002 roku w Semmering, 16 marca 2003 roku w Lillehammer i 21 stycznia 2007 roku w Cortinie d’Ampezzo triumfowała w gigantach. Najlepsze wyniki osiągnęła w sezonie 2002/2003, kiedy była druga w klasyfikacji generalnej, przegrywając tylko z Chorwatką Janicą Kostelić. W tym samym sezonie była także druga w klasyfikacji giganta oraz trzecia w supergigancie. Ponadto była także czwarta w klasyfikacji kombinacji w sezonach 2000/2001 i 2002/2003 oraz w klasyfikacji giganta w sezonie 2000/2001.
Na przełomie stycznia i lutego 2001 roku wystartowała na mistrzostwach świata w St. Anton, gdzie zdobyła dwa medale. Najpierw zajęła trzecie miejsce w kombinacji, uzyskując czternasty czas zjazdu i trzeci slalomu. Ostatecznie uległa tylko Niemce Martinie Ertl i Austriaczce Christine Sponring. Parę dni później zdobyła srebrny medal w gigancie, plasując się między Sonją Nef ze Szwajcarii a Szwedką Anją Pärson. Zajmowała też między innymi szóste miejsce w gigancie podczas mistrzostw świata w Sankt Moritz w 2003 roku i rozgrywanych dwa lata później mistrzostw świata w Bormio. W 1998 roku wzięła udział w igrzyskach olimpijskich w Nagano, gdzie jej najlepszym wynikiem było 23. miejsce w gigancie. Podczas rozgrywanych cztery lata później igrzysk w Salt Lake City Putzer wywalczyła brązowy medal w supergigancie, ulegając tylko swej rodaczce Danieli Ceccarelli oraz Janicy Kostelić. Na tej samej imprezie była ponadto dziesiąta w gigancie. Brała również udział w igrzyskach olimpijskich w Turynie w 2006 roku, gdzie giganta ukończyła na czternastej pozycji.

## Osiągnięcia

### Igrzyska olimpijskie
| Miejsce | Dzień     | Rok  | Miejscowość    | Konkurencja | Czas biegu | Strata | Zwyciężczyni       |
| ------- | --------- | ---- | -------------- | ----------- | ---------- | ------ | ------------------ |
| 28.     | 11 lutego | 1998 | Nagano         | Supergigant | 1:18,02    | +2,14  | Picabo Street      |
| 23.     | 20 lutego | 1998 | Nagano         | Gigant      | 2:50,59    | +8,45  | Deborah Compagnoni |
| 3.      | 17 lutego | 2002 | Salt Lake City | Supergigant | 1:13,59    | +0,27  | Daniela Ceccarelli |
| 10.     | 22 lutego | 2002 | Salt Lake City | Gigant      | 2:30,01    | +2,93  | Janica Kostelić    |
| 14.     | 24 lutego | 2006 | Turyn          | Gigant      | 2:09,19    | +3,28  | Julia Mancuso      |

### Mistrzostwa świata
| Miejsce | Dzień       | Rok  | Miejscowość       | Konkurencja | Czas biegu | Strata | Zwyciężczyni          |
| ------- | ----------- | ---- | ----------------- | ----------- | ---------- | ------ | --------------------- |
| DNF1    | 9 lutego    | 1997 | Sestriere         | Gigant      | 2:39,19    | –      | Hilary Lindh          |
| 25.     | 3 lutego    | 1999 | Vail/Beaver Creek | Supergigant | 1:20,53    | +2,51  | Alexandra Meissnitzer |
| 21.     | 11 lutego   | 1999 | Vail/Beaver Creek | Gigant      | 2:08,54    | +3,73  | Alexandra Meissnitzer |
| 14.     | 29 stycznia | 2001 | St. Anton         | Supergigant | 1:23,44    | +0,93  | Régine Cavagnoud      |
| 3.      | 2 lutego    | 2001 | St. Anton         | Kombinacja  | 2:55,65    | +3,04  | Martina Ertl          |
| 2.      | 9 lutego    | 2001 | St. Anton         | Gigant      | 2:19,01    | +1,10  | Sonja Nef             |
| 24.     | 3 lutego    | 2003 | Sankt Moritz      | Supergigant | 1:27,48    | +2,17  | Michaela Dorfmeister  |
| 20.     | 9 lutego    | 2003 | Sankt Moritz      | Zjazd       | 1:34,30    | +1,22  | Mélanie Turgeon       |
| 6.      | 13 lutego   | 2003 | Sankt Moritz      | Gigant      | 2:30,97    | +2,13  | Anja Pärson           |
| 14.     | 30 stycznia | 2005 | Bormio            | Supergigant | 1:17,64    | +1,47  | Anja Pärson           |
| 6.      | 8 lutego    | 2005 | Bormio            | Gigant      | 2:13,63    | +1,21  | Anja Pärson           |
| 24.     | 13 lutego   | 2007 | Åre               | Gigant      | 2:31,72    | +3,02  | Nicole Hosp           |
| 20.     | 12 lutego   | 2009 | Val d’Isère       | Gigant      | 2:03,49    | +3,43  | Kathrin Hölzl         |

### Mistrzostwa świata juniorów
| Miejsce | Dzień     | Rok  | Miejscowość | Konkurencja | Czas biegu | Strata | Zwyciężczyni     |
| ------- | --------- | ---- | ----------- | ----------- | ---------- | ------ | ---------------- |
| 42.     | 16 marca  | 1995 | Voss        | Zjazd       | 1:26,23    | +4,88  | Sylviane Berthod |
| DNF1    | 18 marca  | 1995 | Voss        | Slalom      | 1:22,12    | –      | Marlies Oester   |
| 5.      | 20 marca  | 1995 | Voss        | Gigant      | 2:02,46    | +0,82  | Karin Roten      |
| 1.      | 29 lutego | 1996 | Schwyz      | Gigant      | 2:07,15    | –      | –                |
| 21.     | 2 marca   | 1996 | Schwyz      | Slalom      | 1:43,79    | +5,72  | Sandra Hälldahl  |
| 10.     | 26 lutego | 1997 | Schladming  | Zjazd       | 1:37,45    | +2,05  | Monika Bergmann  |
| 1.      | 27 lutego | 1997 | Schladming  | Supergigant | 1:19,96    | –      | –                |
| 18.     | 28 lutego | 1997 | Schladming  | Slalom      | 1:38,88    | +6,36  | Tanja Poutiainen |
| 1.      | 1 marca   | 1997 | Schladming  | Gigant      | 1:56,82    | –      | –                |
| 1.      | 1 marca   | 1997 | Schladming  | Kombinacja  | 62,32 pkt  | –      | –                |
| 28.     | 26 lutego | 1998 | Megève      | Zjazd       | 1:24,41    | +2,33  | Martina Lechner  |
| 4.      | 27 lutego | 1998 | Megève      | Supergigant | 1:06,08    | +0,45  | Martina Lechner  |
| 34.     | 28 lutego | 1998 | Megève      | Slalom      | 1:26,48    | +7,77  | Stefanie Wolf    |
| 5.      | 1 marca   | 1998 | Megève      | Gigant      | 1:54,35    | +1,88  | Anja Pärson      |

### Puchar Świata

#### Miejsca w klasyfikacji generalnej
- sezon 1996/1997: 52.
- sezon 1997/1998: 30.
- sezon 1998/1999: 45.
- sezon 1999/2000: 15.
- sezon 2000/2001: 13.
- sezon 2001/2002: 11.
- sezon 2002/2003: 2.
- sezon 2003/2004: 70.
- sezon 2004/2005: 25.
- sezon 2005/2006: 56.
- sezon 2006/2007: 42.
- sezon 2007/2008: 93.
- sezon 2008/2009: 74.

#### Miejsca na podium
1. Cortina d’Ampezzo – 23 stycznia 1998 (supergigant) – 3. miejsce
2. Copper Mountain – 19 listopada 1999 (gigant) – 2. miejsce
3. Sankt Moritz – 19 grudnia 1999 (supergigant) – 1. miejsce
4. Berchtesgaden – 8 stycznia 2000 (gigant) – 2. miejsce
5. Maribor – 6 stycznia 2001 (gigant) – 2. miejsce
6. Sankt Moritz – 22 grudnia 2001 (supergigant) – 1. miejsce
7. Lienz – 28 grudnia 2001 (gigant) – 2. miejsce
8. Cortina d’Ampezzo – 27 stycznia 2002 (gigant) – 3. miejsce
9. Lake Louise – 8 grudnia 2002 (supergigant) – 1. miejsce
10. Val d’Isère – 12 grudnia 2002 (gigant) – 1. miejsce
11. Semmering – 28 grudnia 2002 (gigant) – 1. miejsce
12. Cortina d’Ampezzo – 19 stycznia 2003 (gigant) – 3. miejsce
13. Lillehammer – 13 marca 2003 (supergigant) – 1. miejsce
14. Lillehammer – 16 marca 2003 (gigant) – 1. miejsce
15. Maribor – 22 stycznia 2005 (gigant) – 2. miejsce
16. Cortina d’Ampezzo – 21 stycznia 2007 (gigant) – 1. miejsce